# Воля-Ольшова
Воля-Ольшова (пол. Wola Olszowa) — село в Польщі, у гміні Любень-Куявський Влоцлавського повіту Куявсько-Поморського воєводства.
Населення — 52 особи (2011).
У 1975-1998 роках село належало до Влоцлавського воєводства.

## Демографія
Демографічна структура станом на 31 березня 2011 року:
|          | Загалом | Допрацездатний вік | Працездатний вік | Постпрацездатний вік |
| -------- | ------- | ------------------ | ---------------- | -------------------- |
| Чоловіки | 25      | 5                  | 18               | 2                    |
| Жінки    | 27      | 7                  | 14               | 6                    |
| Разом    | 52      | 12                 | 32               | 8                    |